# Джакку
Джакку (англ. Jakku) — вигадана планети зі всесвіту Зоряних війн. Вперше з'явилась в фільмі Зоряні війни: Пробудження сили. Планета була віддаленою пустельною планетою, розташованою в системі Джакку, у Західній частині Внутрішнього краю галактики. Попри те, що багато хто в галактиці вважав далекою і відносно нікчемною, Джакку була місцем важливих подій, які сформували галактичну історію. 
У 5 ПБЯ Джакку була місцем ключової битви за Джакку, яка завершила Галактичну громадянську війну на користь Нової Республіки. Через покоління планета була домом для сміттярки на ім'я Рей, який став учасником подій Холодної війни після того, як допоміг колишньому штурмовику Верховного порядку Фінну та дроїду-астромеханіку BB-8 втекти за межі світу з картою, яка веде до зниклого джедая Люка Скайвокера.
До 35 ПБЯ Джакку перейшла під прямий контроль Верховного порядку, хоча її населення пізніше повстало проти них після битви при Ексеголі.